# Mèdia d'Angola
Els mèdia d'Angola estan controlats principalment pel partit hegemònic Moviment Popular per l'Alliberament d'Angola (MPLA), liderat per José Eduardo dos Santos, president del país.

## Periodisme
L'agència oficial de notícies del país és l'Agência Angola Press (ANGOP), fundada el 1975 i anteriorment aliada amb l'agència de notícies oficial de la Unió Soviètica, l'Agència de Telègrafs de la Unió Soviètica (TASS). La premsa fou nationalitzada en 1976."

### Premsa
El 2005, l'únic periòdic diari nacional era el governamental Jornal de Angola (amb una circulació el 2000 de 41.000 exemplars). Hi havia almenys set publicacions setmanals privades amb circulació de menys de mils. Els principals diaris angolesos eren:
- Agora[3]
- Angolense[3]
- O Apostolado[4]
- A Capital[3]
- Folha 8[3]
- Jornal de Angola[5]
- Novo Jornal[3]
- O Pais[3]
- Semanário Angolense[6]

## Telecomunicacions

### Televisió i ràdio
Rádio Nacional de Angola emet en portuguès, anglès, francès, castellà, i principals llengües locals; propietat del govern, és l'única emissora amb capacitat d'emissió a nivell nacional. El 2004, hi havia cinc emissores de ràdio comercials, incloses l'emissora de l'Església Catòlica Rádio Ecclesia i Rádio Lac Luanda. L'única emissora de televisió era la governamental Televisão Pública de Angola (TPA), que retransmet a Luanda i la majoria de capitals provincials. En 2003 s'estimaven 78 ràdios i 52 televisors per cada 1.000 persones. TV Zimbo és un canal rival de propietat privada a Angola. El 16 de desembre de 2015, una nova cadena de televisió privada, Palanca TV, va començar a emetre del proveïdor de televisió de subscripció per satèl·lit de Sud-àfrica DStv.

### Internet
En 2003 el país comptava amb prop de 17 servidors d'Internet. El mateix any, hi havia 1,9 ordinadors personals per cada 1.000 persones i tres de cada 1.000 persones tenien accés a Internet.

## Censura
Encara que la constitució preveu la llibertat d'expressió i de premsa bàsica, es diu que el govern limita aquestes llibertats a la pràctica. Els periodistes es veuen intimidats per practicar l'autocensura i el govern restringeix fortament els principals diaris, televisions, i emissores de ràdio.